# 田中太郎 (政治家)
田中 太郎（たなか たろう、1919年（大正8年）6月4日 - 2001年（平成13年）10月9日）は、昭和戦後から平成前期の実業家、政治家。長野県須坂市長。

## 来歴
長野県上高井郡須坂町（現須坂市）で、田中新十郎、田鶴の長男として生まれた。生家は代々須坂藩の御用達を務めた豪商「田中家」。長野中学校（現長野県長野高等学校）を経て、1942年（昭和17年）9月、早稲田大学商学部卒業。翌月に召集され1946年（昭和21年）7月に復員した。
1947年（昭和22年）須坂町議会議員となる。1953年（昭和28年）田中殖産 (有) を設立し社長に就任した。1964年（昭和39年）11月、長野県議会議員となり5期在任し、土木住宅委員長、農政林務委員を務める。
1984年（昭和59年）1月、須坂市長選挙で当選し、1992年（平成4年）1月まで2期務めて引退。在任中は工業団地の造成、農業基盤の充実、市街地再開発や商店街の近代化などに尽力。市長退任後は自邸の土蔵に家財や陶磁器など代々の蒐集品を集めた田中本家博物館を開館し、理事長となった。その他、須坂市消防団長、長野県消防協会副会長、須坂市森林組合長、長野県都市計画審議会委員、同総合開発審議会委員などを歴任した。

## 栄典
- 1992年（平成4年）勲三等瑞宝章[3]